# Police Football Club (Rwanda)
Pour les articles homonymes, voir Police Football Club.
Maillots
Actualités
Le Police Football Club est un club rwandais de football basé à Kibungo, dans l'Est du Rwanda.

## Histoire
Le Police Football Club est un membre régulier du championnat de première division. S'il n'a pour le moment jamais été sacré, il a réussi à plusieurs reprises à atteindre les places d'honneur : une 2e place en 2012 et 2013, une place de 3e en 2005 et 2011. Le club atteint la finale de la Coupe du Rwanda à trois reprises en quatre ans, sans jamais arriver à décrocher le moindre trophée. Il est à chaque fois battu par le club d'APR FC.
Au niveau continental, le club découvre les compétitions africains en 2013 lors de la Coupe de la confédération. L'aventure tourne court avec une élimination dès le premier tour face au Lydia Ludic Burundi Académic FC, une formation du Burundi. En 2014, Police FC représente le Rwanda (en compagnie d'APR FC et de Rayon Sports) lors de la Coupe Kagame inter-club. Le club tient son rang en terminant en tête de sa poule avec trois victoires en trois rencontres. Après avoir sorti le tenant du titre, les Burundais de Vital’O FC en quarts de finale, le club de Kibungo s'incline en demi-finale contre l'autre club rwandais encore en course, APR FC, à l'issue de la séance des tirs au but. 

## Palmarès
- Championnat du Rwanda :
  - Vice-champion en 2012 et 2013

- Coupe du Rwanda :
  - Vainqueur en 2015 et 2024
  - Finaliste en 2011, 2012 et 2014